# Палева (Белоевское сельское поселение)
Палева — деревня в Кудымкарском районе Пермского края. Входила в состав Белоевского сельского поселения. Располагается северо-западнее от города Кудымкара. Расстояние до районного центра составляет 26 км. По данным Всероссийской переписи населения 2010 года, в деревне проживало 14 человек (7 мужчин и 7 женщин).

## История
По данным на 1 июля 1963 года, в деревне проживало 25 человек. Населённый пункт входил в состав Белоевского сельсовета.